# Cangshan, Fuzhou
Cangshan är ett stadsdistrikt i provinshuvudstaden Fuzhou i provinsen Fujian i sydöstra Kina. Distriktet består huvudsakligen av ön Nantai, som ligger i Minfloden. 
Cangshan är indelat i sju stadsdelsdistrikt och fem köpingar.
Stadsdelsdistrikt (jiedao):

- Dongsheng (东升街道)
- Duihu (对湖街道)
- Jinshan (金山街道)
- Linjiang (临江街道)
- Sanchajie (三叉街街道)
- Shangdu (上渡街道)
- Xiadu (下渡街道)

Köpingar (zhen):

- Cangshan (仓山镇)
- Chengmen (城门镇)
- Gaishan (盖山镇)
- Jianxin (建新镇)
- Luozhou (螺洲镇)